# 523
523（五百二十三、ごひゃくにじゅうさん）は自然数、また整数において、522の次で524の前の数である。

## 性質
- 523は99番目の素数である。1つ前は521、次は541。
  - 約数の和は524。
- 521と523は25番目の双子素数である。1つ前は (461, 463) 、次は (569, 571) 。
- 523 = 523 + 0 × i (iは虚数単位)
  - a + 0 × i (a > 0) で表される52番目のガウス素数である。1つ前は503、次は547。
- 末尾の2桁が23の3番目の素数である。1つ前は223、次は823。(オンライン整数列大辞典の数列 A244766)
- 素数と次の素数541の間隔(18)が以前の数よりも大きくなる7番目の素数である。1つ前は113-127(間隔は14)、次は887-907(間隔は20)(A002386-A000101)
- 各位の和が10になる46番目の数である。1つ前は514、次は532。
  - 各位の和が10になる数で素数になる11番目の数である。1つ前は433、次は541。(オンライン整数列大辞典の数列 A107579)
- 各位の積が各位の和の3倍になる12番目の数である。1つ前は519、次は532。(オンライン整数列大辞典の数列 A062035)
- すべての桁が素数である54番目の数である。1つ前は522、次は525。(オンライン整数列大辞典の数列 A046034)
  - すべての桁が素数で素数になる17番目の数である。1つ前は373、次は557。(オンライン整数列大辞典の数列 A019546)
  - すべての桁が異なる素数である29番目の数である。1つ前は375、次は527。(オンライン整数列大辞典の数列 A124673)
    - すべての桁が異なる素数で素数になる10番目の素数である。1つ前は257、次は2357。(オンライン整数列大辞典の数列 A124674)

  - 52…23 の形の最小の素数である。次は52223。ただし挟まれた数は無くてもいいとすると最小は53。(オンライン整数列大辞典の数列 A101574)
  - 最初からの連続素数を使って並べてできる3桁では最小の素数である。1つ前は23、次は2357。(オンライン整数列大辞典の数列 A054260)
  - 最初からの連続素数を使って並べてできる3桁では最大の素数である。1つ前は23、次は7523。(オンライン整数列大辞典の数列 A053161)
- 523 = 12 + 92 + 212 = 32 + 152 + 172 = 92 + 92 + 192
  - 3つの平方数の和3通りで表せる75番目の数である。1つ前は517、次は524。(オンライン整数列大辞典の数列 A025323)
  - 523 = 12 + 92 + 212 = 32 + 152 + 172
    - 異なる3つの平方数の和2通りで表せる103番目の数である。1つ前は522、次は524。(オンライン整数列大辞典の数列 A025340)
- 523 = 33 + 43 + 63 + 63
  - 4つの正の数の立方数の和で表せる131番目の数である。1つ前は522、次は529。(オンライン整数列大辞典の数列 A003327)

## その他 523 に関連すること
- 西暦523年
- 紀元前523年